# Amestec azeotrop

Echilibrul dintre starea de vapori și de lichid a amestecului de 2-propanol/apă; se observă că la o anumită fracție molară (raport), amestecul poate fi azeotrop.

Termenul de azeotrop face referire la acel amestec de două sau mai multe lichide a cărui proprietăți nu pot fi alterate prin distilare simplă. Altfel spus, prin fierberea unui amestec azeotrop se vor forma vapori care au aceeași compoziție ca a amestecului din care provin.
Astfel, amestecul azeotrop prezintă dificultăți în ceea ce privește separarea componentelor sale, deoarece în timpul distilării, la un anumit raport de combinare, se comportă ca o substanță pură.